# Karl (Bretagne)

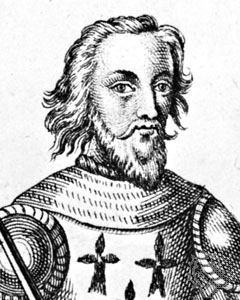
Karl von Blois (Fantasiedarstellung von 1621 aus dem Geschichtsbuch histoire de chatillon von André du Chesne)

Karl von Blois, genannt der Selige (* um 1319; † 29. September 1364 bei Auray) war durch Ehe Herzog von Bretagne, Graf von Penthièvre und Goëllo sowie Vizegraf von Limoges und Herr von Guise.
Er war ein jüngerer Sohn des Grafen Guido I. von Blois und der Margarethe von Valois. Väterlicherseits gehörte er der alten Adelsfamilie Châtillon an, mütterlicherseits war er ein Neffe König Philipps VI. von Frankreich. Von seinem Vater erbte er 1342 die Herrschaft Guise.
Er heiratete 1337 Johanna von Dreux. Diese war seit dem Tod ihres Vaters Guido von Penthièvre 1331 als dessen Alleinerbin Gräfin von Penthièvre und Goëllo. Karl regierte die Grafschaften fortan aus ihrem Recht. Johanna war außerdem die Nichte und potenzielle Erbin des Herzogs Johann III. von Bretagne. Als Letzterer 1341 ohne direkte Nachkommen starb, erbte Johanna von ihm die Vizegrafschaft Limoges und das Herzogtum Bretagne. Bevor Karl und Johanna das Herzogtum in Besitz nehmen konnten, erhob jedoch auch ein Halbbruder des verstorbenen Herzogs, Johann von Montfort, Ansprüche auf das Herzogtum. 

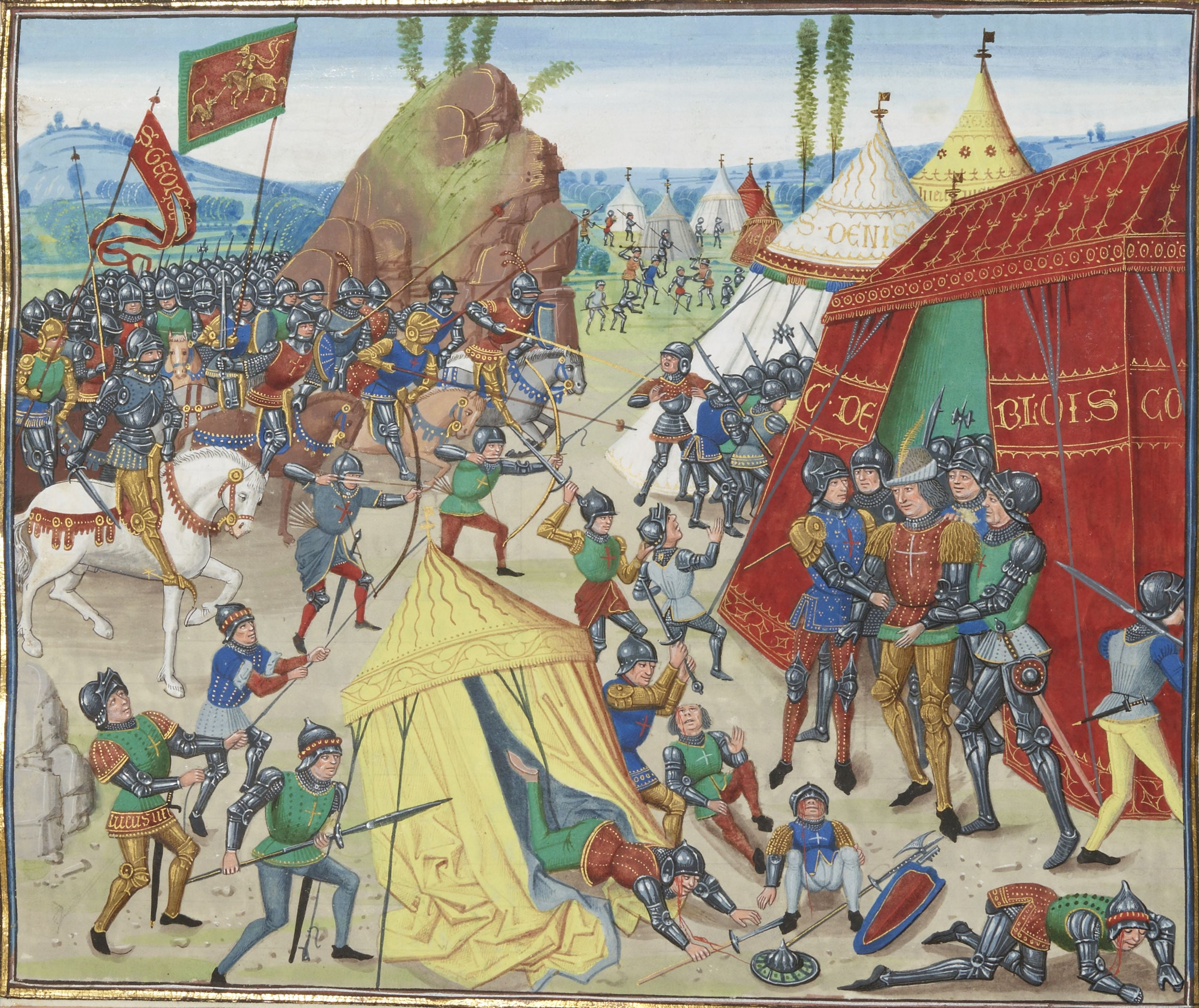
Karl von Blois wird in der Schlacht von La Roche-Derrien gefangen genommen (1347, Bibliothèque nationale de France)

Während Karl und Johanna die französische Krone auf ihrer Seite hatten, genoss Johann die Unterstützung Englands, woraus sich ein über mehr als 20 Jahre hinziehender Krieg entwickelte, der Bretonische Erbfolgekrieg (1341–1364). Trotz seiner Frömmigkeit zögerte Karl nicht, nach der Belagerung von Quimper die Ermordung von 2000 Einwohnern zu befehlen. Nach anfänglichen Erfolgen konnte er seine Herrschaft vor allem in der östlichen Bretagne behaupten, während jedoch der Westen um Brest und Hennebont von der Montfort-Partei und den Engländern gehalten werden konnte. 1347 geriet Karl in der Schlacht von La Roche-Derrien in englische Gefangenschaft, die er im Tower von London verbrachte. Als er neun Jahre später gegen ein Lösegeld von einer halben Million Écus freikam, nahm er den Krieg gegen die Montforts, d. h. inzwischen Johann V., wieder auf, fiel aber 1364 in der Schlacht von Auray, was das Ende des Krieges und den Sieg der Montforts bedeutete.
Er galt als strenggläubiger Mann, der die Frömmigkeit bis zur Selbstgeißelung trieb. Ihm wurde nachgesagt, er habe Kieselsteine in den Schuhen, trage geknotete Seile direkt auf der Haut und beichte jeden Abend aus Angst in Sünde schlafen zu gehen. Er war ein kriegserfahrener Heerführer, der seine Soldaten durch seinen religiösen Eifer antrieb. Wegen seiner Frömmigkeit wurde er heiliggesprochen, was aber auf Einspruch Herzog Johanns V. durch Papst Gregor XI. zurückgenommen wurde.

## Nachkommen

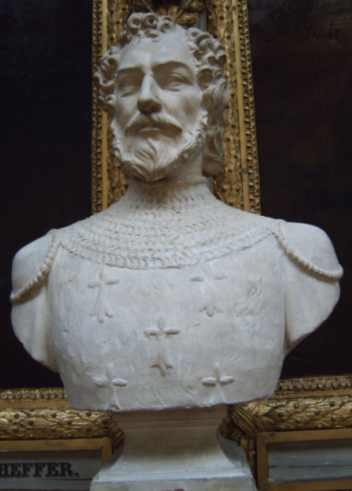
Büste in der Schlachtengalerie des Schloss Versailles

Aus seiner Ehe mit Johanna von Dreux hatte Karl mehrere Kinder, darunter:
- Margarete († 1353), ⚭ Charles de la Cerda († 1354), Graf von Angoulême und Connétable von Frankreich
- Marie († 1404), Erbin von Guise, ⚭ 1360 Herzog Ludwig I. von Anjou († 1384)
- Johann († 1403), Graf von Penthièvre und Goëllo, Vizegraf von Limoges